# Lori Wallach

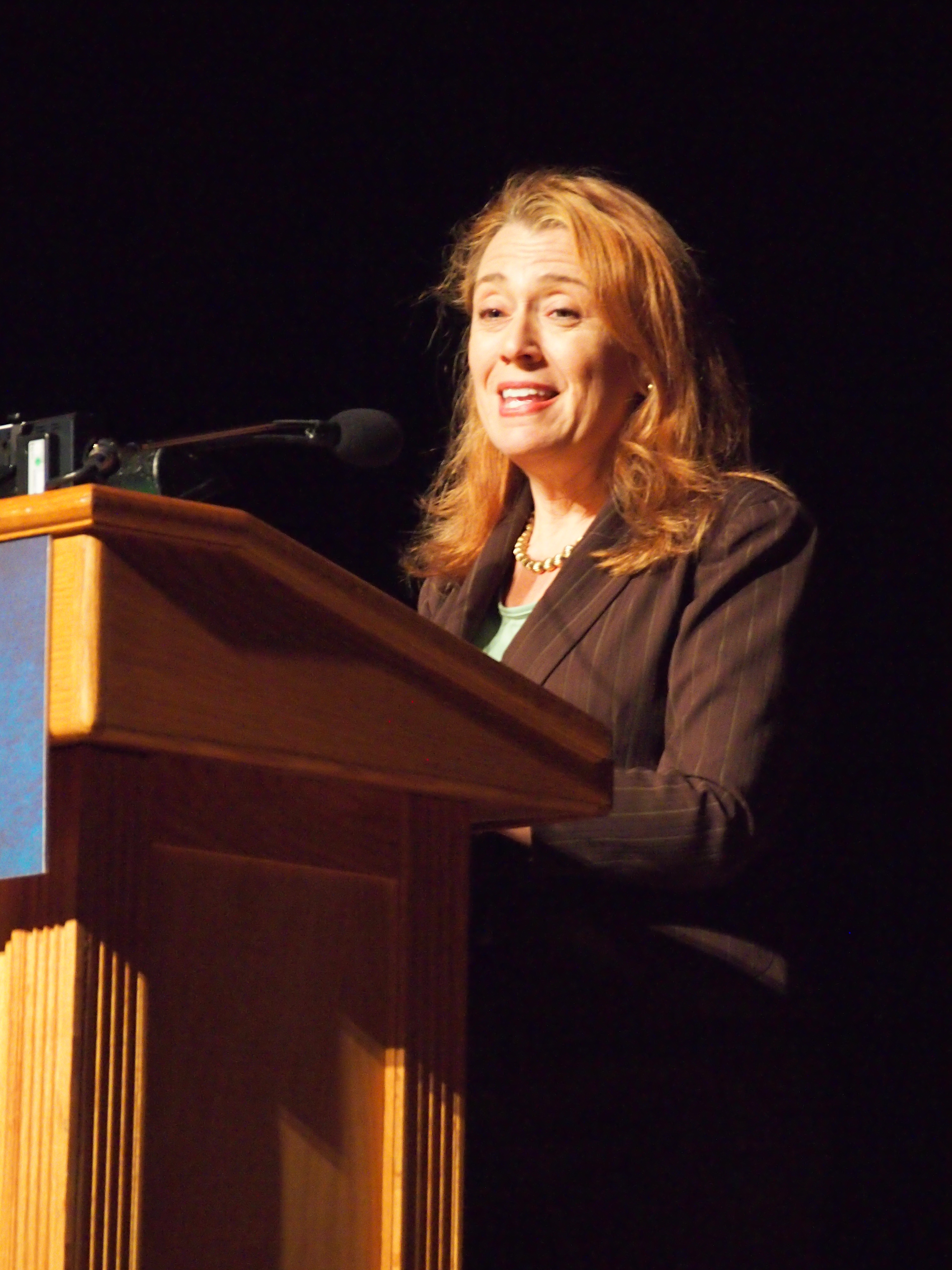
Lori Wallach

Lori Wallach (* 1965) ist Rechtsanwältin in den USA und spezialisiert auf Handelsrecht. Sie ist bei Public Citizen, der von Ralph Nader gegründeten größten Verbraucherschutzorganisation der Welt, Leiterin von Global Trade Watch. Maßgeblich war sie beteiligt an der Organisation der Proteste gegen die dritte WTO-Ministerkonferenz 1999 in Seattle, die von vielen als die Initialzündung der globalisierungskritischen Bewegung in der westlichen Welt angesehen werden. Sie ist Vorstandsmitglied des International Forum on Globalization (IFG).

## Werke
- MAI: The Multilateral Agreement on Investment and the Threat to American Freedom. Mit Tony Clarke und Maude Barlow. Stoddart Pub., Kanada, 1998. ISBN 0-7737-5979-4
- The WTO. Five Years of Reasons to Resist Corporate Globalization. Mit Michele Sforza. Einleitung von Ralph Nader. Seven Stories Press, 2000. ISBN 1-58322-035-6
- Whose Trade Organization? Corporate Globalization and the Erosion of Democracy. Mit Patrick Woodall. Einleitung von Ralph Nader. The New Press, New York, zuerst 2000, Neuauflage 2004. ISBN 1-56584-841-1.